# Pa amb tomàquet
Le pa amb tomàquet en catalan, pan con tomate en espagnol ou pain tomate dans le Roussillon (« pain à la tomate ») est constitué de tranches de pain frottées avec une moitié de tomate et parfois de l'ail, assaisonnées avec de l'huile d'olive et du sel. C'est une mets typique des Pays catalans.

## Description
Il existe des livres entièrement consacrés au pa amb tomàquet, des foires du pa amb tomàquet, et même les rutes del Pa amb Tomàquet,. Le pa amb tomàquet se mange comme accompagnement de charcuterie, de tranches de fromage, d'omelettes, de l'escalivada et avec certains poissons ou fruits de mer, comme le thon ou les anchois.
Il est mangé parfois au petit déjeuner. En Catalogne, les sandwichs ne se tartinent pas au beurre mais à la tomate et à l'huile d'olive, comme le pa amb tomàquet. En accompagnement de grillades, on fait parfois griller le pain.
Il existe un certain nombre de plats similaires tel que le pan golçat en Occitanie (celui-ci étant sans tomate) ou le pan amb oli des îles Baléares.